# Кирил Граховски
Кирил Граховски е български футболист, полузащитник.

## Биография
Роден е на 13 май 1979 г. във Кюстендил.
Играл е за Велбъжд 1919, Велбъжд Слокощица, Бенковски Костинброд и Струмска Слава. От есента на 2007 г. играе за ФК Струмска Слава (Радомир). Шампион на В Аматьорска Футолна група през 2005 г. с Велбъжд Слокощица. Бивш капитан на Струмска Слава.